# Bitwa pod Dyneburgiem (1919)

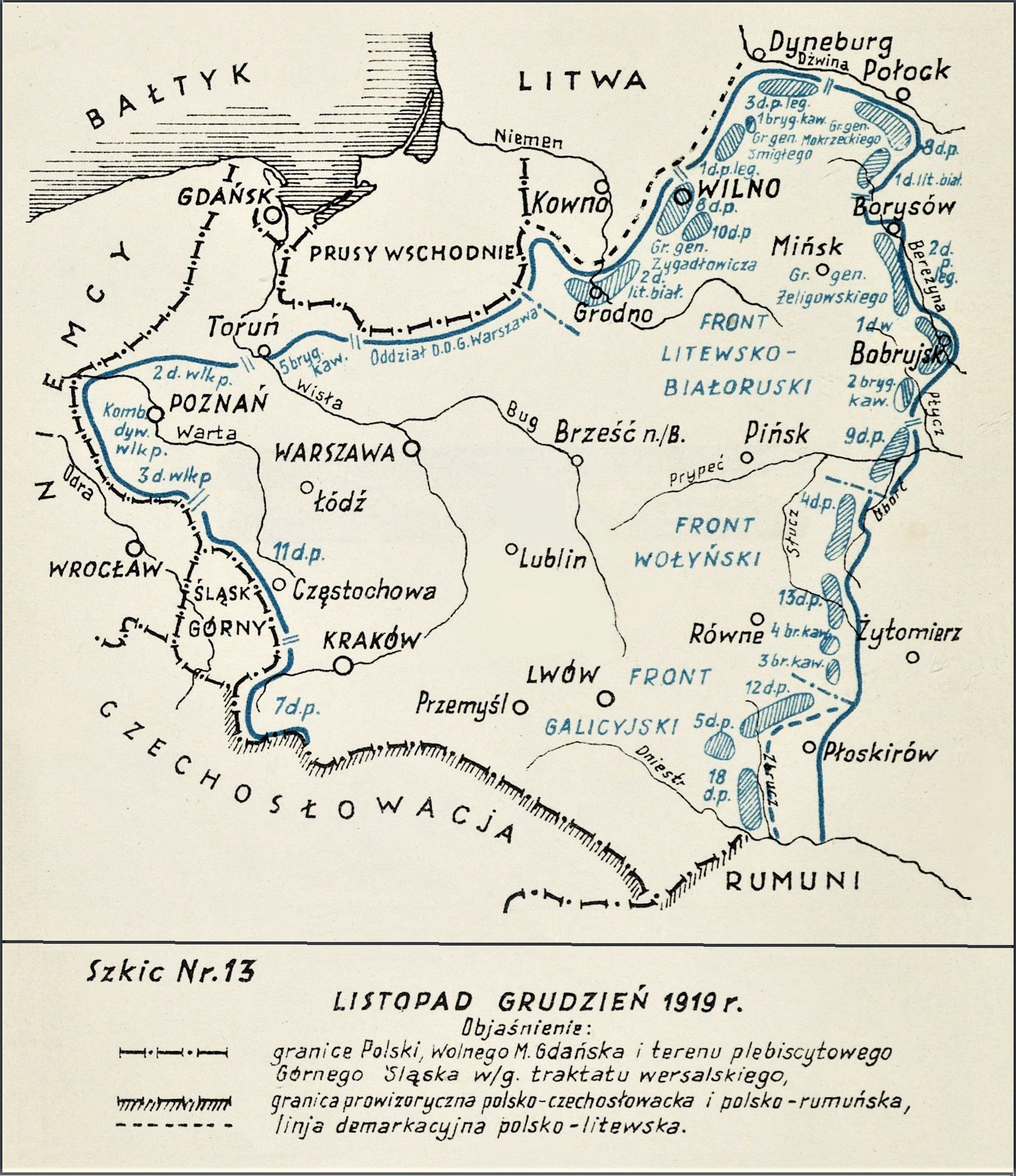
Adam Przybylski,
Wojna polska 1918–1921

Bitwa pod Dyneburgiem – walki 1 Dywizji Piechoty Legionów gen. Edwarda Śmigłego-Rydza toczone z oddziałami sowieckiej 15 Armii Augusta Korka w pierwszym roku wojny polsko-bolszewickiej.

## Geneza
Latem 1919 Wojsko Polskie realizowało szeroko zakrojoną operację zaczepną, której celem było opanowanie Mińska, Borysowa, Bobrujska i oparcie frontu o linię rzek Dźwiny i Berezyny. W jej wyniku, na północnym odcinku frontu, na przełomie sierpnia i września oddziały polskie dotarły do Dźwiny. Przeciwnik utrzymał jednak silne przedmościa pod Dyneburgiem, Krasławiem i Dryssą.
Dowódca Frontu Litewsko-Białoruskiego gen. Stanisław Szeptycki podzielił front nad Dźwiną na dwa odcinki. Odcinek zachodni, od Dyneburga po ujście Wiaty, obsadziła 1 Dywizja Piechoty Legionów, część 3 Dywizji Piechoty Legionów i 1 Brygada Jazdy. Dowodzenie nad nim objął gen. Edward Rydz-Śmigły. Odcinek wschodni, osłaniający kierunek z Połocka do Dzisny i biegnący dalej wzdłuż Auty do jeziora Żado, broniła 8 Dywizja Piechoty gen. Stefana Mokrzeckiego. Z uwagi na dwuznaczną postawę Litwinów, a także niejasną sytuację na Łotwie, główny wysiłek obrony frontu skupiony był w rejonie Dyneburga.
Dowództwo sowieckiego Frontu Zachodniego nakazało twardą obronę przedmość na Dźwinie. Miały one w przyszłości stanowić podstawę dla kontrofensywy Armii Czerwonej. Z uwagi na niebezpieczeństwo, jakie stanowiły dla wojsk polskich sowieckie przedmościa, rozkaz ich zlikwidowania otrzymał gen. Edward Rydz-Śmigły. W tym czasie gen. Mokrzecki miał odrzucić nieprzyjaciela w kierunku Połocka i opanować obszar na południowy zachód od linii rzek Dźwina – Ułła, oraz Lepel – Kanał Berezyński.

## Walczące wojska
| Jednostka                             | Dowódca                  | Podporządkowanie |
| Wojsko Polskie                        |                          |                  |
| Front Litewsko-Białoruski             | gen. Stanisław Szeptycki | NDWP             |
| ⇒ 1 Dywizja Piechoty Legionów         | gen. Edward Śmigły-Rydz  |                  |
| ⇒ I Brygada Piechoty Legionów         | ppłk Michał Tokarzewski  |                  |
| →1 pułk piechoty Legionów             | mjr Władysław Dragat     |                  |
| – I/1 pułku piechoty Legionów         | kpt. Jan Kruszewski      | 1 pp Leg.        |
| —– 1/1 pułku piechoty Legionów        | ppor. Zenon Romańczuk    | 1 pp Leg.        |
| —– 2/1 pułku piechoty Legionów        | por. Józef Mariański     | 1 pp Leg.        |
| —– 3/1 pułku piechoty Legionów        | por. Zygmunt Wenda       | 1 pp Leg.        |
| – II/1 pułku piechoty Legionów        | kpt. Kozicki             | 1 pp Leg.        |
| —– 5/1 pułku piechoty Legionów        | ppor. Stefan Holinkowski | 1 pp Leg.        |
| —– 6/1 pułku piechoty Legionów        | ppor. Franciszek Sobolta | 1 pp Leg.        |
| —– 7/1 pułku piechoty Legionów        | por. Kaliński            | 1 pp Leg.        |
| —– 8/1 pułku piechoty Legionów        | ppor. Stanisław Felker † | 1 pp Leg.        |
| → 5 pułk piechoty Legionów            | mjr Stefan Dąb-Biernacki |                  |
| –– I/5 pułk piechoty Legionów         | por. Kozer               | 5 pp Leg.        |
| —– 1/5 pułku piechoty Legionów        | ppor. Stanisław Heller   | 5 pp Leg.        |
| —– 2/5 pułku piechoty Legionów        |                          | 5 pp Leg.        |
| –– II/5 pułk piechoty Legionów        | kpt. Mond                | 5 pp Leg.        |
| → 6 pułk piechoty Legionów            | mjr Bolesław Popowicz    |                  |
| –– I/6 pułku piechoty Legionów        |                          | 6 pp Leg.        |
| –– II/6 pułku piechoty Legionów       |                          | 6 pp Leg.        |
| —– 5/6 pułku piechoty Legionów        |                          | 6 pp Leg.        |
| —– 6/6 pułku piechoty Legionów        |                          | 6 pp Leg.        |
| –– III/6 pułku piechoty Legionów      |                          | 6 pp Leg.        |
| Oddziały litewskie                    |                          |                  |
| Armia Czerwona                        |                          |                  |
| 15 Armia                              | August Kork              |                  |
| ⇒ 4 Dywizja Strzelców                 | Wasilij Sołoduchin       |                  |
| → 10 Brygada Strzelców                |                          |                  |
| – 30 pułk strzelców                   |                          |                  |
| → 11 Brygada Strzelców                |                          |                  |
| → 12 Brygada Strzelców                |                          |                  |
| ⇒ Łotewsko-Estońska Dywizja Strzelców |                          |                  |

## Walki o Dyneburg

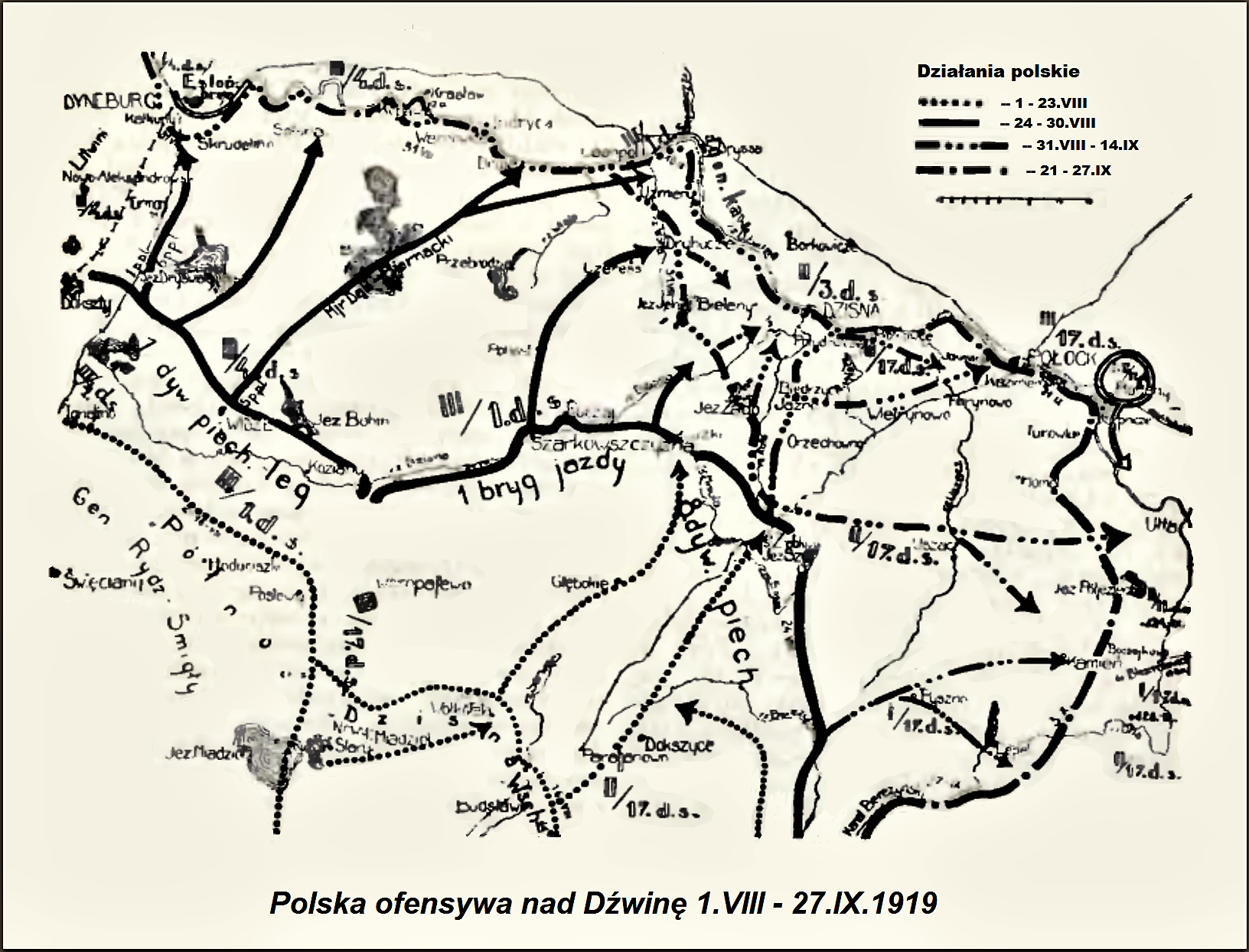
Otton Laskowski (red.),
Encyklopedja wojskowa, T. 2

### Walki grupa mjr. Bolesława Popowicza
W drugiej połowie sierpnia 1919 wojska Frontu Litewsko-Białoruskiego osiągnęły Berezynę. 1 Dywizja Piechoty Legionów została skierowana pod Dyneburg z zadaniem opanowania południowego brzegu Dźwiny. Dowódca dywizji ugrupował swoje oddziały w dwie grupy. Grupa mjr. Bolesława Popowicza w składzie I i II bataliony 1 pułku piechoty Legionów, I i II bataliony 6 pułku piechoty Legionów, pluton 2 baterii 7 pułku artylerii polowej ruszyła z Turmontu wzdłuż linii kolejowej z zadaniem opanowania miasta i cytadeli oraz utworzenia przyczółka na północ od Dyneburga. Grupa mjr. Stefana Dęba-Biernackiego w składzie I i II bataliony 5 pułku piechoty Legionów maszerowała szosą Opsa – Brasław na Druję, z zadaniem oczyszczenia z nieprzyjaciela południowego brzegu Dźwiny do Drui. W centrum, między grupami maszerował III batalion 6 pułku piechoty Legionów.
Z Polakami współdziałały oddziały armii litewskiej.
Wspierane przez Litwinów, oddziały mjr. Popowicza od 27 sierpnia toczyły walki w pobliżu linii kolejowej i do 30 sierpnia wyrzuciły Sowietów z linii okopów rosyjskich z okresu I wojny światowej. Po południu, licząca około 2000 ludzi, 6 dział i 31 ckm-ów, Grupa ruszyła w kierunku Dyneburga. W międzyczasie Litwini opanowali stację Kałkuny. Maszerujące w awangardzie cztery kompanie 6 pułku piechoty Legionów dotarły do przedmieść i Fortu „Grzywa” - przyczółka mostowego na lewym brzegu Dźwiny. Około 17.00 na polskie ubezpieczenia uderzyła sowiecka 4 Dywizja Strzelców. Połączone siły polsko-litewskie odparły atak. O zmierzchu 4 DS ponowiła działania zaczepne i zaczęła wypierać Litwinów z Kałkun, a wieczorem odrzuciła 5 i 6 kompanię 6 pp Leg. spod Grzywy. W zapadającym mroku w rejon walk podeszła 5 kompania 1 pułku piechoty Legionów i szturmem „na bagnety” zmusiła silniejszego, acz zaskoczonego nieprzyjaciela do bezładnej ucieczki i zaniechania natarcia na stację Kałkuny.
31 sierpnia z sowieckiego przyczółka uderzyły oddziały brygady 4 DS. Jej natarcie zostało powstrzymane, a kontratak 6 pp Leg. odrzucił Sowietów na pozycje wyjściowe. Tego samego dnia mjr Popowicz dokonał przegrupowania pododdziałów i zamierzał nazajutrz uderzyć na przyczółek w okolicach Fortu „Grzywa”. Także Sowieci przegrupowywali siły. Dowództwo 15 Armii ściągnęło do Dyneburga liczącą około 3600 żołnierzy brygadę estońską z Łotewsko-Estońskiej Dywizji Strzelców. Załogę miasta wspierało kilkanaście dział, pociąg pancerny i trzy samochody pancerne.
Przeciwnik nie zamierzał też oddawać inicjatywy. Jeszcze raz uprzedził akcję polską i 1 września rozpoczął natarcie. O zmroku gęste tyraliery czerwonoarmistów, posuwające się w trzech-czterech falach, zbliżyły się miejscami na 50-60 kroków do stanowisk polskich. Polakom brakowało amunicji. Ataki odpierano granatami ręcznymi i kontratakami „na bagnety”. Pod Kałkunami nieprzyjaciel przeniknął między 1 i 6 pułkiem piechoty Legionów. Zarysowała się groźba utraty stacji kolejowej i zgromadzonych tam zapasów. Dopiero współdziałanie z litewskim batalionem pozwoliło na zorganizowanie skutecznego kontrataku i odzyskanie wcześniej utraconych okopów.
Po nierozstrzygniętych bojach, prowadzonych na przełomie sierpnia i września, walki chwilowo zamarły. Przeciwnik ograniczył się do biernej obrony, a grupa mjr. Bolesława Popowicza była zbyt słaba, aby podjąć nową próbę zdobycia przyczółka mostowego. Do 26 września toczono pod Dyneburgiem walki pozycyjne.
Mieczysław Lepecki tak zapamiętał okres walk pozycyjnych:

 W dzień na tych pozycjach dokuczali nam bolszewicy bardzo mało, tylko artyleria kilku działami „macała” nieustannie okopy. Natomiast w nocy z byle jakiego, błahego powodu, zrywała się groźna strzelanina, trwająca całymi godzinami. Od czasu do czasu bolszewicy próbowali natarć i szli gęstymi tyralierami na rzeź. Rzadko udawało im się podejść blisko, na kilkanaście kroków, zwykle już z daleka pierzchali, do czego pomagały im nasze maskowane wypady i podrywania się do przeciwnatarć.

### Walki 1 DP Leg. w drugiej połowie września 1919

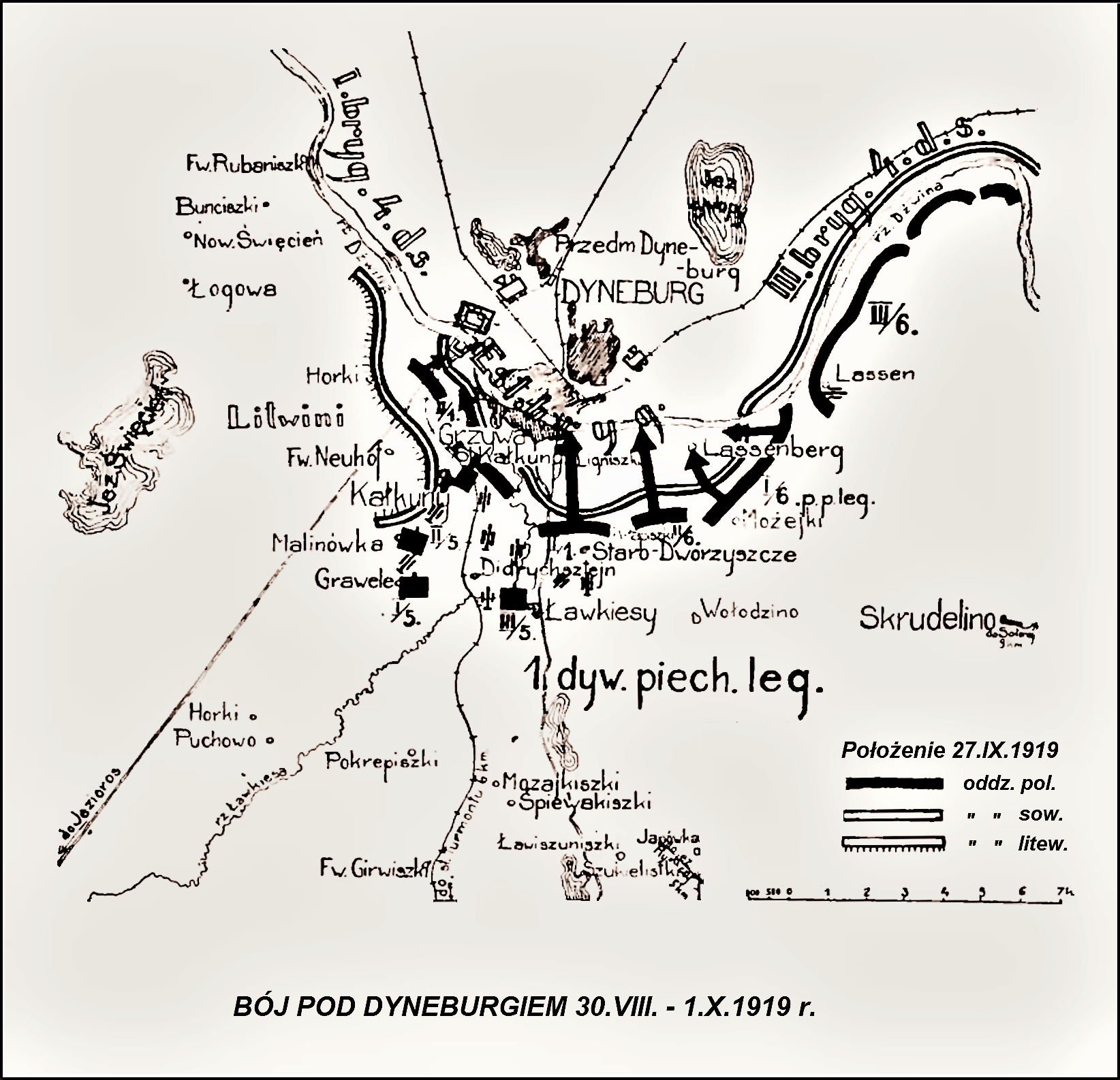
Otton Laskowski (red.)
Encyklopedja wojskowa, T. 2

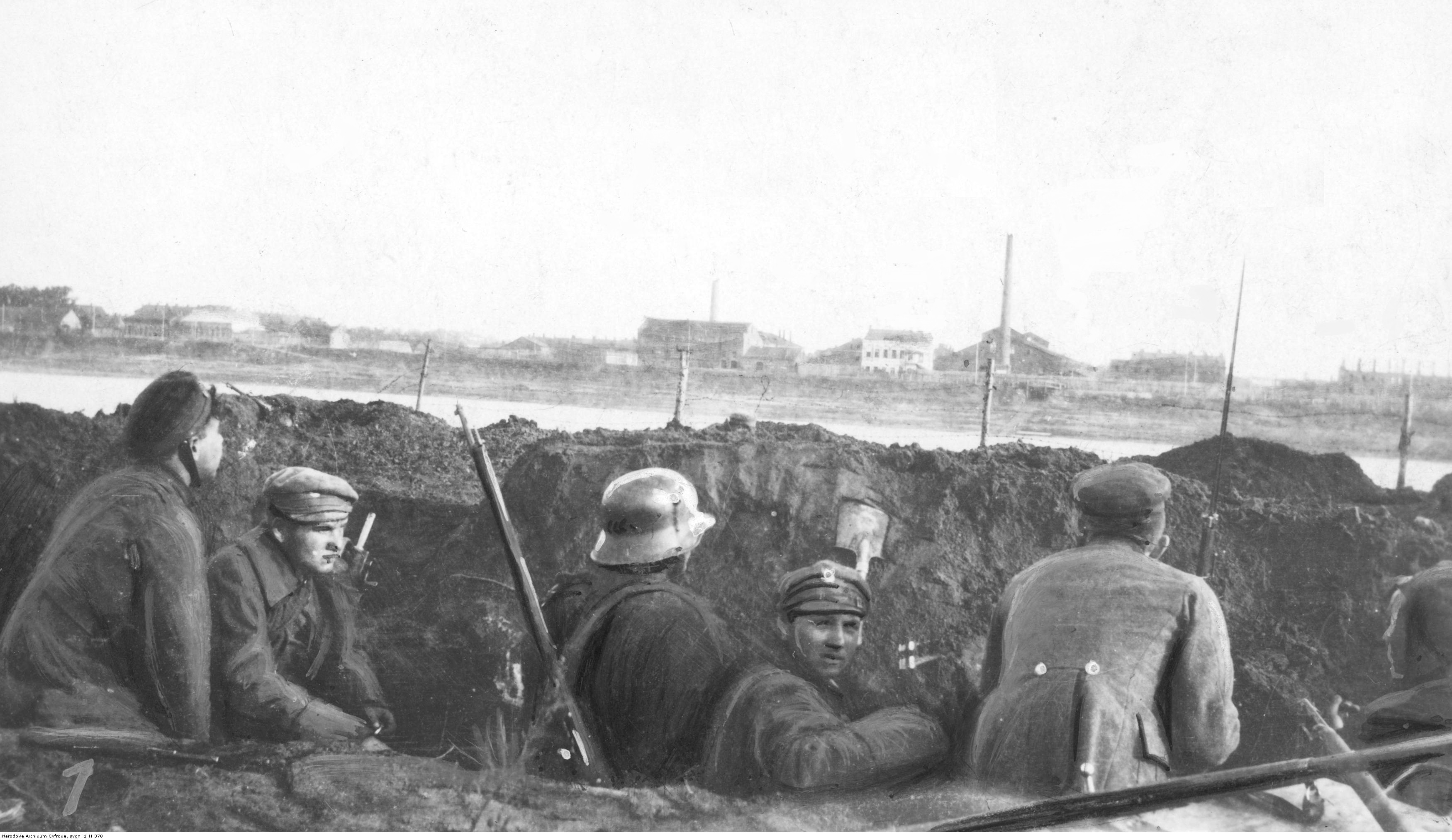
Żołnierze polscy w okopach nad Dźwiną; październik 1919

W drugiej połowie września pod Dyneburg podeszły siły główne 1 Dywizji Piechoty Legionów. W sumie osiem batalionów piechoty, cztery lekkie i pięć ciężkich baterii artylerii, kompania czołgów i dwa pociągi pancerne. Siły polskie liczyły około 7 000 ludzi, 18 dział ciężkich i 19 lekkich, 20 czołgów i około 140 ckm-ów. W tym czasie sowiecką załogę Dyneburga stanowiła czteropułkowa brygada estońska z podporządkowanymi jej 4 i 6 pułkiem brygady łotewskiej oraz 30 pułk strzelców z 4 DS. Załogę wspierały trzy pociągi pancerne i dwa samochody pancerne. Łącznie Dyneburga broniło ponad 5 000 czerwonoarmistów, około 20 dział i 120 ckm-ów. Na zachód od miasta, północny brzeg Dźwiny obsadzała 12 Brygada Strzelców, a na wschód od miasta 11 Brygada 4 DS.
Polski plan działania przewidywał natarcie czołowe I Brygady Piechoty Legionów ppłk. Michała Tokarzewskiego-Karaszewicza wzmocnionej czołgami w centrum przyczółka mostowego i opanowanie mostu. Następnie piechota, wspierana czołgami, miała zająć miasto i tym samym uniemożliwić załodze przyczółka prowadzenie dalszej obrony. Na najsilniejszy punkt sowieckiego oporu - Fort „Grzywa” - skierowano tylko dwie kompanie. Miały one wiązać ogniem broniący się tam sowiecki batalion. Początek natarcia zaplanowano na świt 27 września. Na skutek sprzeciwu misji Ententy wobec planowanego wkroczenia wojsk polski na terytorium Łotwy, dwie godziny przed rozpoczęciem natarcia, dowództwo polskie zmieniło rozkazy, a głównym celem stawała się teraz likwidacja przyczółka mostowego.
Z godzinnym opóźnieniem, o 5.30 ruszyło natarcie oddziałów I Brygady Piechoty Legionów. Po dziesięciominutowym przygotowaniu artyleryjskim ruszyła piechota. Wspierające ją czołgi wywołały popłoch wśród czerwonoarmistów i umożliwiły Polakom opanowanie okopów. W ciągu niespełna godziny kompanie 1 i 6 pp Leg. dotarły do rzeki, a przeciwnik wycofywał się w stronę mostu drewnianego. Tak skanalizowanego przeciwnika skutecznie raziła polska artyleria. Część sowieckich oddziałów złożyła broń, reszta uległa rozproszeniu. 3 kompania 1 pułku piechoty Legionów obsadziła most, a saperzy zaczęli zakładać ładunki wybuchowe. Wówczas od strony miasta Sowieci przeprowadzili kontratak z wykorzystaniem dwóch samochodów pancernych. Od ognia samochodów pancernych 3 kompania 1 pp Leg. poniosła duże straty, ale saperzy pod osłoną ognia czołgowego ukończyli pracę i wysadzili dwa przęsła mostu.
Klęską zakończyło się planowane jako działania demonstracyjne natarcie 7 i 8 kompanii 1 pp Leg. na Fort „Grzywa”, broniący dostępu do mostu żelaznego. Stanowiący obsadę fortu batalion 30 pułku strzelców zdziesiątkował nacierającą 8 kompanię ogniem broni maszynowej. Walki o fort trwały do zmierzchu, a artyleria polska nie potrafiła skutecznie wesprzeć własnej piechoty. W nocy ppłk Tokarzewski dokonał odpowiednich przeformowań ugrupowania bojowego.
28 września od 5.10 artyleria polska realizowała nawałę ogniową na fort. Próbujący interweniować sowiecki pociąg pancerny został parokrotnie trafiony, wycofał się przez most kolejowy na północny brzeg Dźwiny i tutaj wypadł z szyn. O 5.30 do natarcia ruszyły 1 i 2 kompania 5 pułku piechoty Legionów i jedna kompania 1 pp Leg. oraz dwa plutony czołgów. Jednakże na skutek źle funkcjonującej łączności tyraliery wpadły pod ogień własnej ciężkiej artylerii i poniosły straty. Artyleryjski pocisk zniszczył jeden czołg. Ostatecznie czołgi utorowały piechocie drogę do środka sowieckich umocnień, a następnie dotarły do mostu żelaznego, odcinając odwrót załodze fortu. Po ciężkim boju o 6.45 Polacy opanowali fort. Resztki sowieckiego batalionu próbowały przeprawić się przez Dźwinę na barkach i łodziach. Zniszczyły je ogniem działek stojące przy moście polskie czołgi i karabiny maszynowe piechoty. O 21.00 saperzy polscy wysadzili środkowe przęsło mostu żelaznego.

### Wypady na Dyneburg
W pierwszych dniach października 3 Dywizja Piechoty Legionów zluzowała oddziały 1 Dywizji Piechoty Legionów rozmieszczone nad Dźwiną na lewym skrzydle grupy generała Śmigłego Rydza. 23 pułk piechoty obsadził odcinek Dźwiny od majątku Lassenberg aż do toru kolejowego Wilno – Dyneburg włącznie. Bataliony pułku pełniły tam służbę rotacyjnie.
Jesienią i zimą 23 pp dokonuje serii wypadów po zamarzniętym lodzie na sowieckie oddziały broniące Dyneburga. Dwa z nich przeprowadził
ppor. Tadeusz Niezabitowski. Wypady te oprócz zdobyczy w jeńcach i materiale wojennym miały wielkie znaczenie moralne, stwarzając wśród nieprzyjacielskich żołnierzy stały stan niepokoju.

## Bilans walk
W walkach o przyczółek i Fort „Grzywa” Polacy stracili 268 zabitych i rannych oraz jeden czołg. Straty sowieckie to kilkuset zabitych, potopionych i rannych. Polacy wzięli do niewoli ponad 400 jeńców, zdobyli 20 ckm-ów.
Dla zachowania pamięci na chorągwi 6 pułku piechoty Legionów widnieje napis: „Dyneburg 27.IX.1919”.

## Bitwa o Dyneburg w 1920
W grudniu  1919 Łotwa zwróciła się do Polski z prośbą o pomoc wojskową w usunięciu ze swego terytorium oddziałów Armii Czerwonej.
Naczelny Wódz wydzielił do tego zadania grupę operacyjną pod dowództwem gen. Edwarda Rydza-Śmigłego w składzie 1. i 3 Dywizja Piechoty Legionów.
3 stycznia 1920 grupa rozpoczęła natarcie na Dyneburg. Do godzin popołudniowych Polacy opanowali całe miasto.
Walki żołnierzy polskich o Dyneburg zostały upamiętnione na Grobie Nieznanego Żołnierza w Warszawie, napisem na jednej z tablic w II RP i po 1990 – „DYNEBURG 3 I 1920”.